# پندانگ
پندانگ (به لاتین: Pendang) یک سکونتگاه مسکونی در مالزی است که در کداح واقع شده‌است.